# Adolphe Cossard
Auguste Eugène Adolphe Cossard, né le 8 septembre 1880 à Verberie (Oise) et mort le 13 avril 1952 à Hyères (Var), est un artiste peintre et graphiste français.

## Biographie
Doué pour le dessin, Adolphe Cossard, en 1897, devient élève à l'école des Arts décoratifs et a pour maître Luc-Olivier Merson. Il reçoit plusieurs prix d'excellence pour des compositions florales. Il a pour camarades de promotion Maurice Dufrène. Cocorico publie ses Coquelicots en couverture (mai 1900). Il expose pour la première fois au Salon d'automne de 1903, un paysage inspiré de la Bretagne, et réitère les deux années suivantes à ce même salon. Il présente également des portraits au Salon des artistes français en 1904, 1905 et 1911. Il est nommé officier d'Académie en 1912.
En 1907-1908, il vit à Buenos-Aires et exécute différentes commandes privées de décorations.
Avec entre autres Dufrêne et Henry de Waroquier, il s'efforce de vulgariser l'art décoratif en publiant dans L'Art décoratif pour tous et Art et Décoration.
Par ailleurs, il livre des illustrations au Monde illustré, L'Illustration, Fémina, Je sais tout, Le Matin, Le Petit Parisien, Musica, La Revue théâtrale, La Vie au grand air, La Vie illustrée, La Gerbe, Nos loisirs, The Graphic...
Il est mobilisé durant la Première Guerre mondiale d'août 1914 à mars 1919, et est libéré avec le grade de maréchal des logis ; blessé, il reçoit la croix de guerre en mai 1917.
Tout en pratiquant la peinture,, il devient directeur artistique des publications Pierre Lafitte de 1903 à 1910, puis chef du service artistique des Galeries Lafayette à partir de 1921.
Il expose au Salon des Indépendants en 1926 et revient au Salon des Artistes français en 1928. Après 1919, il s'installe pour peindre en Provence et en Corse, et la plupart de ses peintures s'inspire de ces régions. On lui doit aussi des paysages inspirés du Maroc.
Cossard est nommé chevalier de la Légion d'honneur le 9 juillet 1932 par le ministre de l'Éducation nationale.
Son épouse, après sa mort, a fait un don important d’œuvres et de peintures conservées par le couple, dont une représentant Maurice Leloir dans son atelier, au musée Gallé-Juillet à Creil.

## Distinctions
- Officier d'académie (1912)
- Croix de guerre 1914-1918 (1917)
- Chevalier de la Légion d'honneur (1932)

## Œuvre

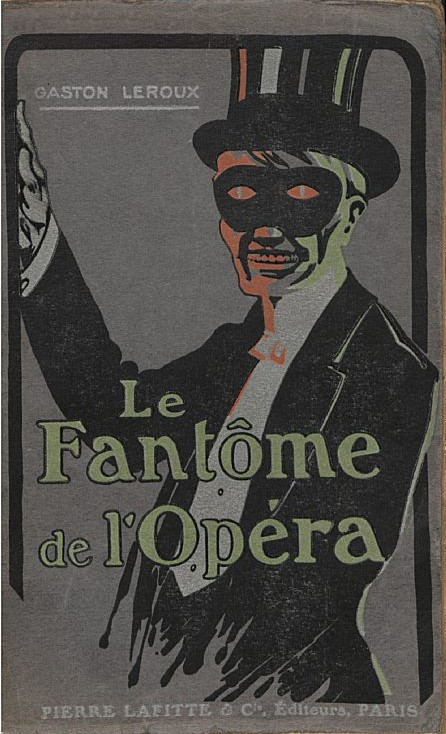
Couverture pour Le Fantôme de l'Opéra (1910), éditions Pierre Lafitte.

### Affiche
- Aux calanques de Piana (Corse), impr. J. E. Goossens, 1927.
- Col de Bavela - Corse - Circuits d'autocars du PLM, 1928.
- Nice-Coni PLM, impr. Lucien Serre, 1929.
- Aix-les-Bains - Thermes - Jeunesse joie de vivre....

### Ouvrages illustrés
- Rodolphe Berger, Ce que femme veut, partition pour piano, Enoch et Cie, 1901.
- Chronique du temps qui fut la Jacquerie, avec L.-O. Merson, A. Romagnol, 1903.
- Fleurs décoratives modernes, Calavas, 1904.
- Émile-Bayard, Plantes & fleurs : toute la flore vivante, fascicule, E. Bernard, 1906.
- Aimé Doumenc et Paul Heuzé, Les transports automobiles sur le front français, 1914-1918, avec 22 dessins, Plon, 1920.
- La Corse touristique, 1923.